# Torrschampo
Torrschampo är en kosmetisk produkt som avser att reducera fettglans i hår utan tvättning med vatten. Det består av ett stärkelsepulver med tillsatta ytaktiva ämnen och appliceras som sprej. Enligt marknadsundersökningar i USA och Västeuropa refererade till 2013 hade 18–23 procent av de undersökta ländernas vuxna kvinnor använt produkten någon gång under det föregående året.
Torrschampo missbrukas ibland vid så kallad "boffning". Då är det sprejburkens kolvätebaserade drivgas (butan, isobutan, propan) som inhaleras, vilket ger en ruseffekt som kan utvecklas till en omedelbar livsfara.